# Laurie Hernandez
Lauren 'Laurie' Hernandez, född 9 juni 2000 i New Brunswick i New Jersey, är en amerikansk artistisk gymnast. Hon är medlem i det vinnande laget 'Final Five' som tog OS-guld i lagmångkamp i Rio de Janerio 2016. I laget ingick även Simone Biles, Gabby Douglas, Madison Kocian och Aly Raisman. Hernandez tog även en silvermedalj i bom.